# Kagema
Kagema là một thuật ngữ dùng để chỉ một dạng mại dâm nam ở Nhật Bản và thường là những người đồng tính luyến ái. Họ phục vụ các khách hàng hỗn hợp nam và nữ các hoạt động tình dục và được trả tiền giống gái mại dâm.